# District de Hajdúnánás
Le district de Hajdúnánás (en hongrois : Hajdúnánási járás) est un des 10 districts du comitat de Hajdú-Bihar en Hongrie. Créé en 2013, il compte 29 638 habitants et rassemble 6 localités : 4 communes et 2 villes dont Hajdúnánás, son chef-lieu.

## Localités
- Folyás
- Görbeháza
- Hajdúnánás
- Polgár
- Tiszagyulaháza
- Újtikos